# 汪仁玠
汪仁玠（ Fred Wang，1961年3月28日－），生於台北市，祖籍江蘇省盱眙縣。國立成功大學中文系畢業，國立政治大學新聞研究所肄業。1978年在商禽引薦下進入《時報周刊》任職，曾任《中國時報》主編、小牛頓集團雜誌總編輯、人間衛視總監、《新新聞》副總編輯、《新新聞》【左眼看新聞】專欄作家等職，現任《新新聞》出版暨代編部執行總監。
筆名沙笛，大學時代投入創作，徜徉於古典文學與現代文學，並熱中於劇場藝術，為活躍於1980-90年代台灣文壇之作家。曾加入現代詩社與創世紀詩社，1986年與梅新、零雨、陳克華參與《現代詩季刊》復刊號編務。在創作方面強調「詩的不可限制性」，作品實驗性強但發表數量不多。古典詩受老師龔鵬程、吳榮富啟蒙；新詩無師承淵源，但深受商禽、洛夫、張錯影響。

## 獲獎紀錄
- 第八届時報文學獎新詩甄選獎（1985年）
- 第十四届陸軍文藝金獅獎散文獎、民俗獎（1985年）
- 第一届陳逢源文教基金會全國詩人聯吟獎（1983年）
- 台灣省立台中圖書館全省詩人聯吟獎（1983年）
- 台灣省立台中圖書館全省詩人聯吟獎（1982年）
- 南瀛詩社聯吟獎（1982年）

## 展演表列
- 詩畫結構關係六人展（蕭進發、李沃源、李元慶、沙笛、王添源、侯吉諒）（台北文雅軒藝廊, 1987年）
- 茶詩展（台北敦煌藝術中心, 1988年）
- 跨年祈福詩劇（台北法鼓山, 1999年）

## 著作表列
- 愛情密碼（漢光文化, 1988年）
- 歌與故事（漢光文化, 1988年）
- 媒體大亨—邱復生與他的TVBS王國（商智文化, 2001年）
- 921大悲大愛大未來（文字主編, 勁報新聞部, 1999年）

## 著作獲引述
- 胡立宗，1998，「《蘋果日報》『讀者要，我們就賣。』」。台灣大學新聞學研究所碩士論文。
- 張力可，1999，「台灣棒球與認同：一個運動社會學的分析」。清華大學社會學研究所碩士論文。
- 宋宣姈，2000，「台灣有線電視發展經驗對韓國的啟示」。台灣大學新聞研究所碩士論文。
- 戴伯芬，2000，「媒體產業的全球地方形構－台灣有線電視的政治經濟學分析」。台灣大學建築與城鄉研究所博士論文。
- 謝孟儒，2000，「有線電視市場集中趨勢之研究─以東森、和信兩集團為例」。東吳大學法律學研究所碩士論文。
- 康紀漢，2003，「電視談話性叩應節目的內容與收視率之關聯性研究」。中國文化大學新聞所碩士論文。
- 馮凌慧，2004，「新聞類型頻道的品牌認同與品牌形象一致性研究：以TVBS-N為研究個案」。世新大學傳播研究所碩士論文。
- 滿昱綸，2004，「媒體與政治~以年代電視台汪笨湖主持政論性叩應節目為例」。中山大學政治學研究所碩士論文。
- 羅任玲，2004，「台灣現代詩自然美學-以楊牧、鄭愁予、周夢蝶為中心」臺灣師範大學國文學系碩士論文。
- 傅明雅，2005，「TVBS電視台員工勞動過程之分析」。交通大學社會與文化研究所碩士論文。
- 高宜君，2007，「鄭愁予晚近詩作研究（1993年迄今）」。屏東教育大學中國語文學系碩士論文。